# Можайск (станция)
Можа́йск — железнодорожная станция Смоленского (Белорусского) направления Московской железной дороги в одноимённом городе Московской области в 111 км от Белорусского вокзала.

## История
Станция открыта в 1870 году.
Здание вокзала построено в 1856-1876 гг. и было частично разрушено в ходе боевых действий в период Великой Отечественной войны. После войны здание было восстановлено, а в 2006 году прошло капитальный ремонт.
Вместе с административным зданием и служебной постройкой (построены в нач. XX века) вокзальное здание является выявленным объектом культурного наследия и охраняется государством.

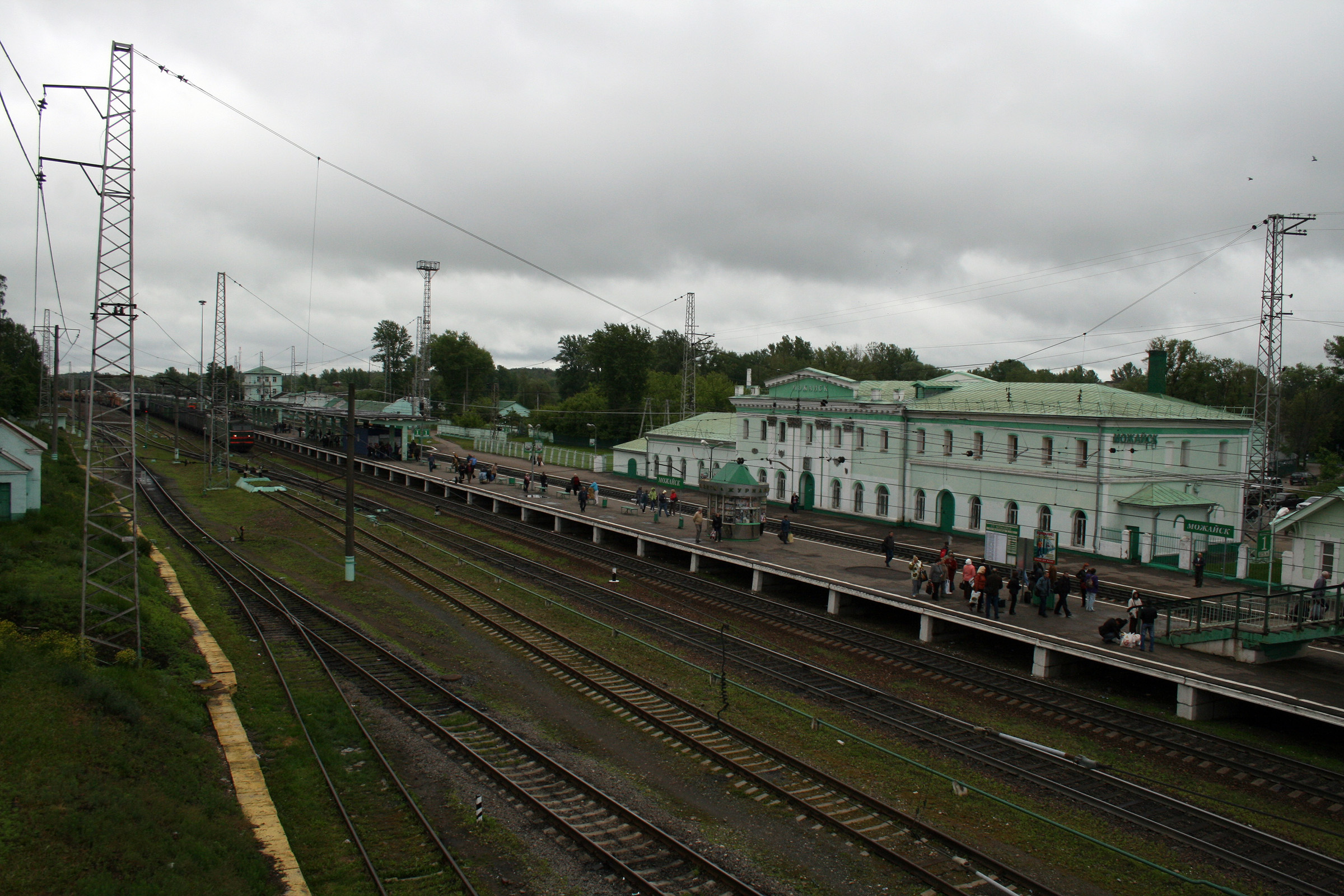
Общий вид станции (в сторону Москвы), включая боковые пути 2012 г.
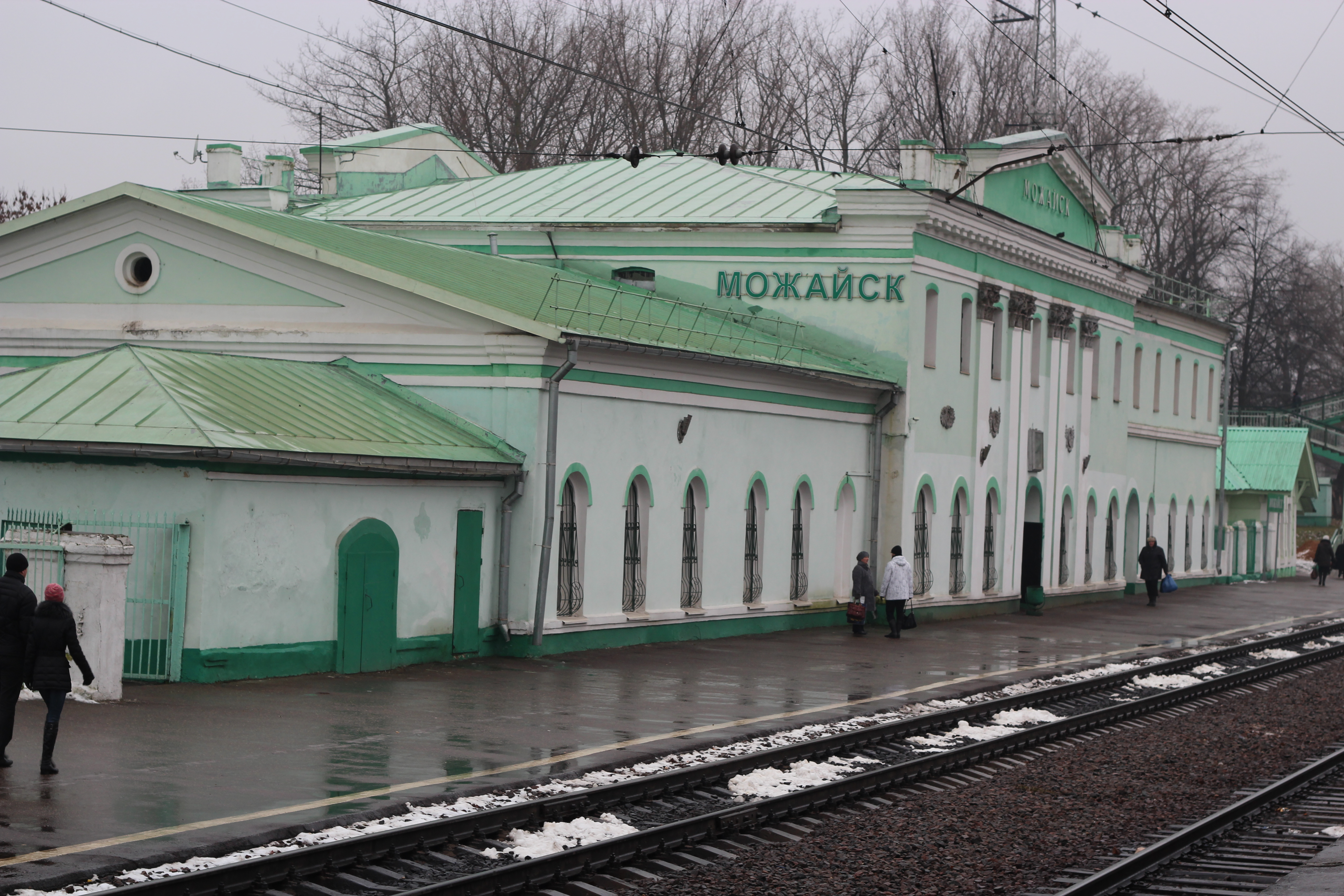
Вид (в сторону Бородино) на боковую низкую платформу и станционное здание 2011 г.
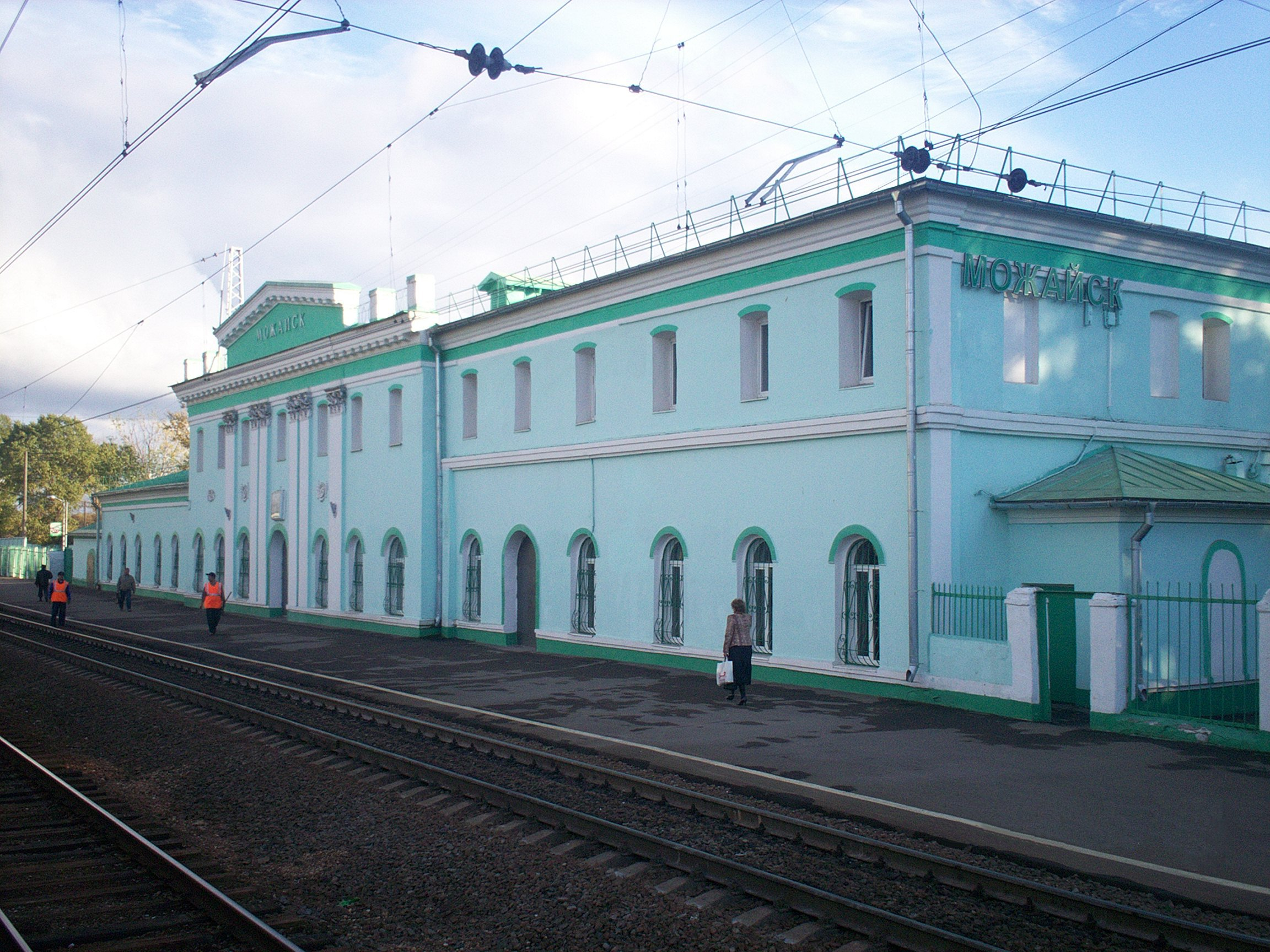
Вид в сторону Москвы на вокзал и низкую платформу 2007 г.

### Инциденты
24 августа 1995 г. движение поездов в районе станции было парализовано сошедшими с рельсов вагонами грузового поезда.

## Описание

### Общая информация
По характеру основной работы является участковой, по объёму выполняемой работы отнесена ко 2-му классу. Входит в Московско-Смоленский центр организации работы железнодорожных станций ДЦС-3 Московской дирекции управления движением.
Станция Можайск является последней на Смоленском (Белорусском) направлении, находящейся на территории Московско-Смоленского региона и входящей в Московско-Смоленский ДЦС. Следующая станция Бородино находится уже в Смоленском регионе и входит в Смоленский ДЦС.

### Расположение
Станция находится в юго-восточной части города. К северной части станции примыкает автовокзал Можайск, с которого осуществляются пересадки на внутригородские и пригородные маршруты общественного транспорта, а также на автобусы до Москвы.

### Инфраструктура
Станция имеет вокзальное здание, оборудованное залом ожидания, кассами и туалетами.
На станции одна высокая с навесом (островная между четвёртым и первым главным путями) и одна низкая без навеса (боковая между вокзалом и вторым главным путём) платформы, соединённые надземным пешеходным мостом, используемым также для перехода через пути из одной части города в другую. Мост оборудован пандусами для инвалидов.

Станция оборудована турникетами на обеих платформах, а также билетопечатающими автоматами.

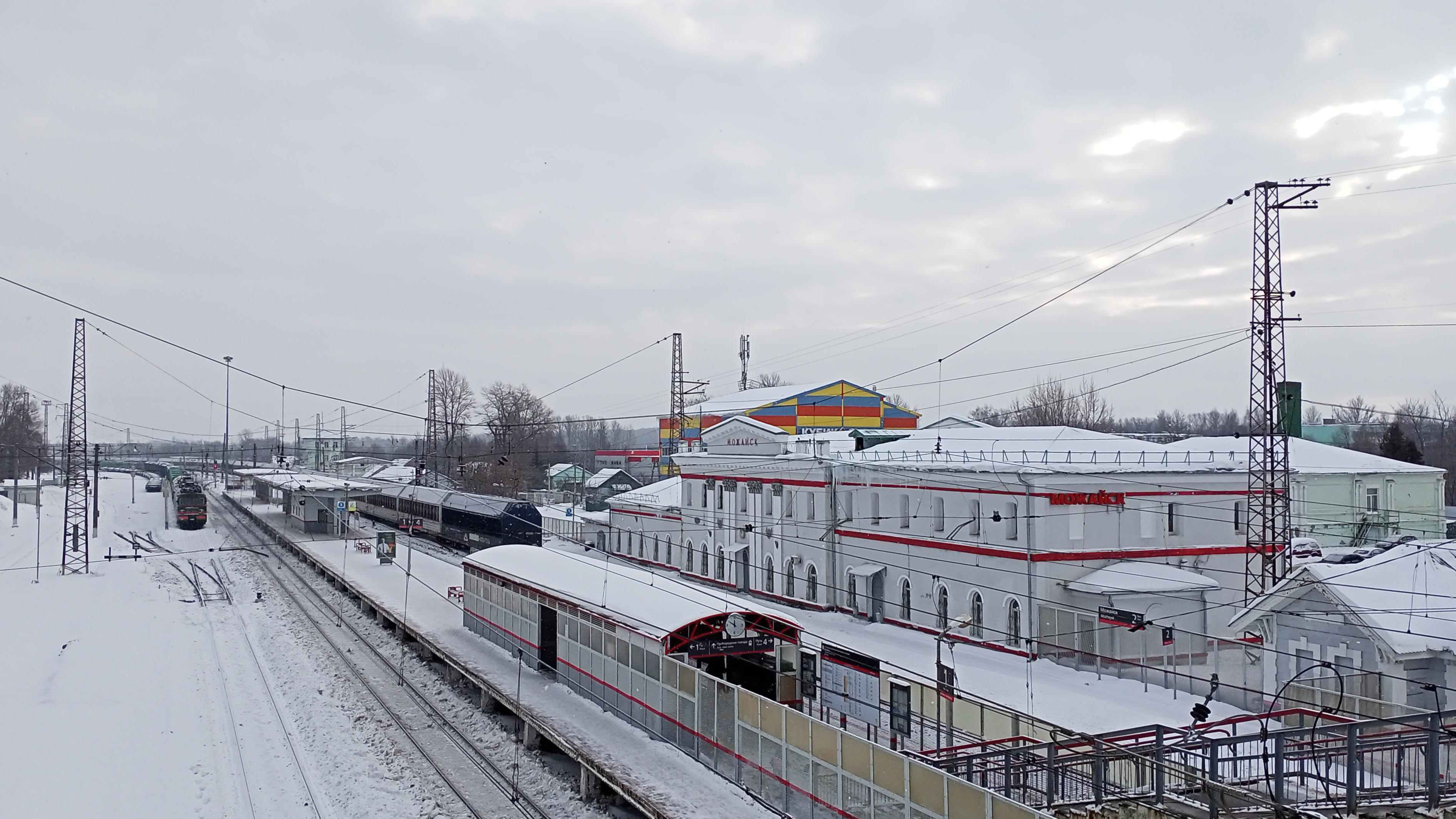
Общий вид на станцию (в сторону Москвы) 2022 г.
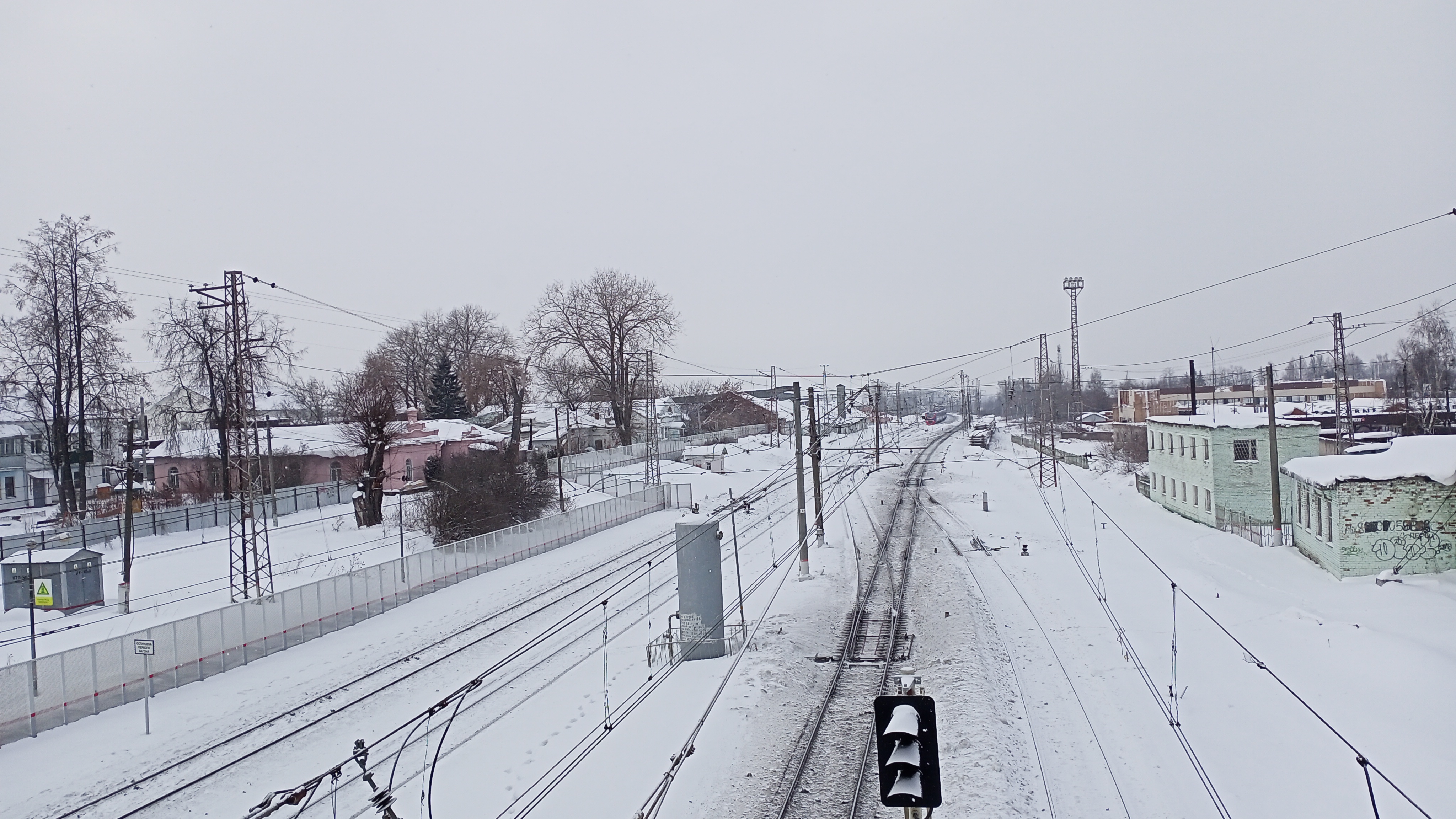
Общий вид на пути в сторону Бородино 2022 г.
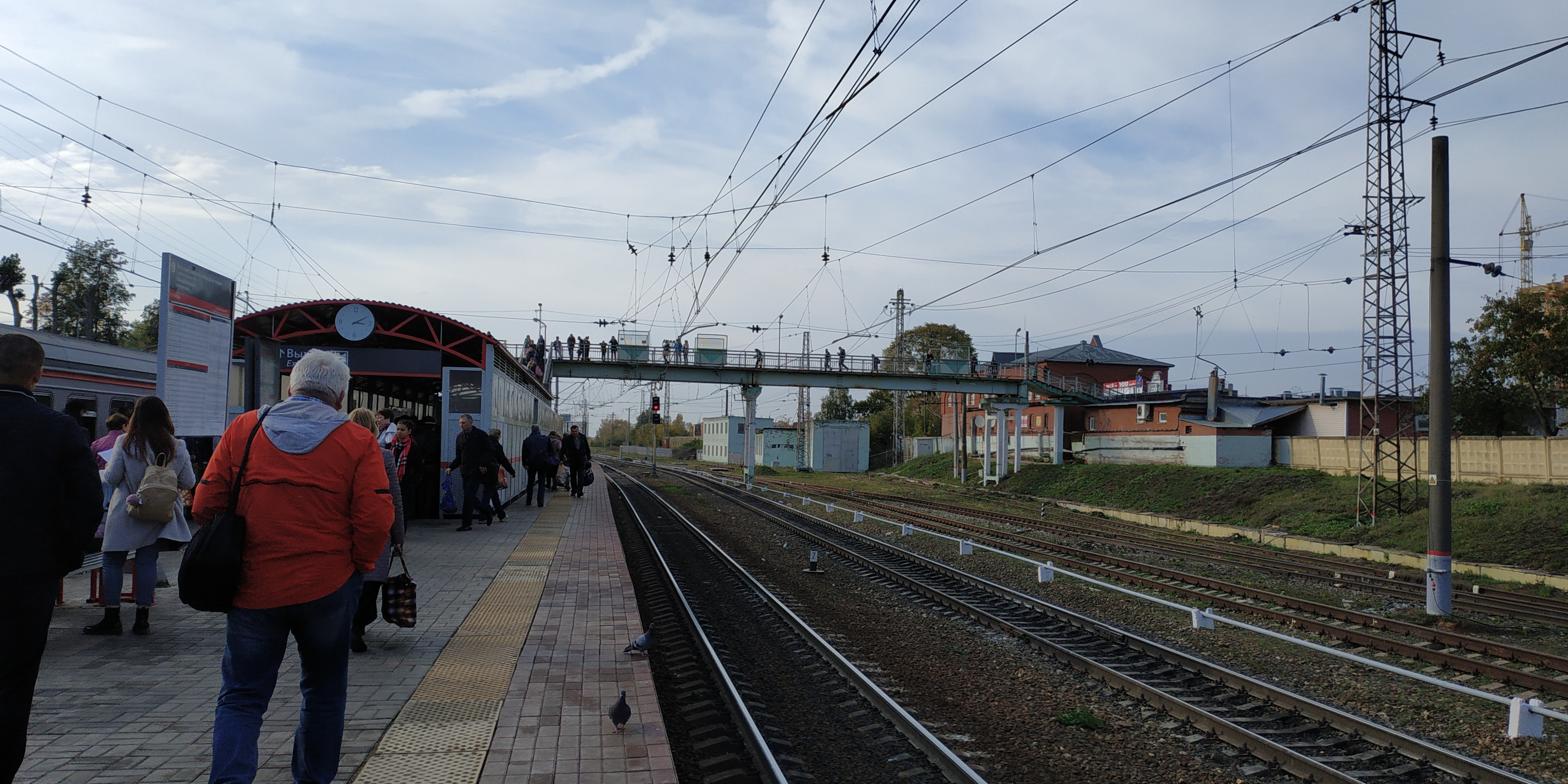
Вид (в сторону Бородино) на северо-западную часть станции 2018 г.

## Пассажирское движение

### Пригородное следование
Станция является конечной для:
- некоторых пригородных электропоездов Савёловского и Смоленского направлений (следующих из Дубны, Дмитрова, Лобни, Белорусского вокзала);
- экспрессов РЭКС Москва — Можайск;
- пригородных электропоездов Гагарин — Можайск и Вязьма — Можайск.

На станции останавливаются все пригородные электропоезда, следующие из Бородина на Москву или со стороны Москвы в Бородино.
Время движения пригородных электропоездов от Белорусского вокзала — около 1 часа 50 минут — 2 часов, экспрессов — около 1 часа 35 минут.

### Дальнее следование
По состоянию на январь 2022 года через станцию с остановкой курсируют следующие поезда дальнего следования:
| № поезда       | Маршрут           | № поезда       | Маршрут           |
| -------------- | ----------------- | -------------- | ----------------- |
| 731 «Ласточка» | Москва — Смоленск | 732 «Ласточка» | Смоленск — Москва |
| 733 «Ласточка» | Москва — Смоленск | 734 «Ласточка» | Смоленск — Москва |
| 735 «Ласточка» | Москва — Смоленск | 736 «Ласточка» | Смоленск — Москва |

Прочие поезда дальнего следования проходят станцию без остановок.

## В культуре
- Освобождение станции Можайск попало в кинохроники документального фильма «Разгром немецких войск под Москвой».
- Станция использовалась в качестве декораций для натурных съёмок фильма «Председатель» (1964)[9][10].